# Werner von Haselbeck
Werner von Haselbeck (* vor 1357 in Essen; † 9. September 1384 in Rom) war ein katholischer Priester, Biograph und Papstsekretär.

## Leben
Der Sohn eines Essener Ratsherren besuchte die Stiftsschule, um anschließend an der Universität Montpellier zu studieren. Ab 1357 war er Kanoniker an der Stiftskirche St. Kassius in Bonn. 1360 erhielt Werner von Haselbeck durch Papst Innozenz VI. die Erlaubnis, einer beliebigen Kirche in seiner Heimatstadt Essen einen Altar zu stiften. Dessen Nachfolger, Papst Urban V., ernannte ihn zum Kanoniker an der St.-Bartholomäuskirche von Lüttich. Nachdem Urban V. 1367 aus seinem Exil in Avignon nach Rom zurückgekehrt war, wurde von Haselbeck päpstlicher Sekretär und Skriptor des Herrn Papstes. Während des Schismas von 1378 war er Anhänger des römischen Papstes.
Von Haselbeck war Verfasser mehrerer Papstviten. In seinem Testament bedachte er den Georgsaltar im Essener Münster mit einer Schenkung. Die Essener Stiftsgemeinschaft gedachte ihres der Heimat verbundenen Wohltäters bis zur Auflösung des Stifts 1803 jährlich am 9. September mit einem Gebet.